# Phrynopus thompsoni
Espèce
Statut de conservation UICN

 DD  : Données insuffisantes
Phrynopus thompsoni est une espèce d'amphibiens de la famille des Craugastoridae. 

## Répartition
Cette espèce est endémique de la province d'Otuzco dans la région de La Libertad au Pérou. Elle se rencontre dans les environs de Yamobamba à environ 3 290 m d'altitude.

## Étymologie
Cette espèce est nommée en l'honneur de Fred Gilbert Thompson.

## Publication originale
- Duellman, 2000 : Leptodactylid frogs of the genus Phrynopus in northern Peru with descriptions of three new species. Herpetologica, vol. 56, no 3, p. 273-285.